# V-Ray
V-Ray — система рендеринга (визуализации изображения), разработанная компанией Chaos Group (Болгария). Первая бета-версия рендерера V-Ray появилась в 2000 году.
V-Ray работает как плагин для Autodesk 3ds Max, Cinema 4D, SketchUp, Rhino, TrueSpace7.5, Autodesk Maya, как отдельный модуль Standalone, Blender (через Standalone — модуль).
V-Ray — это рейтрейсный рендерер, в котором присутствует несколько алгоритмов просчёта глобального освещения (Global Illumination):
- Light Cache,
- Photon Map (фотонная карта),
- Irradiance Map,
- Brute Force (QMC).

Имеется возможность выбора различных алгоритмов для просчёта отражения и переотражения глобального освещения.
V-Ray хорошо себя зарекомендовал во многих сферах визуализации благодаря своей гибкости и широкому набору инструментов для включения в рабочий процесс различных студий, будь то анимационные или архитектурные компании.
Основные достоинства V-Ray:
- поддерживает распределённый рендеринг на нескольких компьютерах (Distributive rendering);
- имеет множество гибких настроек качества изображения для получения хорошего результата за приемлемое время;
- имеет в своём функционале большой и постоянно расширяющийся набор материалов, способных имитировать те или иные свойства объектов, таких как SSS (подповерхностное рассеивание);
- добавляет в 3ds Max процедурные текстуры и утилиты, облегчающие работу со сценой (например, v-ray multisub texture и v-ray edges texture);
- поддерживает вывод собственных Render Elements (пассов) для последующей сборки в программах композитинга.

Основные недостатки:
- сложность работы с глобальным освещением при наличии анимированных объектов; по сути, анимированные объекты нельзя освещать быстрыми методами интерполяции (Light Cache, Irradiance Map), и остаётся очень медленный Bruteforce; та же логика работает при визуализации материалов, требующих интерполяции, таких как SSS;
- крайне медленная визуализация прозрачных объектов. При наложении таких объектов друг на друга время визуализации возрастает многократно;
- недоработанный модуль V-Ray RT (Real-Time), не поддерживающий значительное количество основных функций V-Ray, что делает работу с модулем неполноценной.

Начиная с версии V-Ray 2.0, V-Ray RT входит в штатную поставку плагина к 3ds Max. При использовании рендерера в реальном времени, V-Ray RT частично берёт настройки из обычного V-Ray (настройки освещения, цветового затухания, окружающей среды), а для вычислений использует собственный алгоритм. V-Ray RT способен делать вычисления с помощью процессора или же видеокарты, при этом в последнем случае достигается значительное увеличение скорости просчёта, однако не поддерживается ещё более значительное количество функций V-Ray.